# Платіжне доручення
Платіжне доручення — розрахунковий документ, який містить доручення платника банку, здійснити переказ визначеної в ньому суми коштів зі свого рахунку на рахунок отримувача.
Платіжна вимога-доручення — це комбінований розрахунковий документ, який складається з двох частин:
- верхня — вимога постачальника (одержувача коштів) безпосередньо до покупця (платника) сплатити вартість поставленої йому за договором продукції (виконаних робіт, наданих послуг);
- нижня — доручення платника своєму банку перерахувати з його рахунку суму, яка проставлена у рядку «сума до оплати літерами».